# Teerasak Phosrithong
Teerasak Phosrithong (thailändisch ธีรศักดิ์ โพธิ์ศรีทอง, * 4. Dezember 1994) ist ein thailändischer Fußballspieler.

## Karriere
Teerasak Phosrithong spielt seit mindestens 2019 beim Navy FC. Der Verein aus Sattahip, einer Stadt in der Provinz Chonburi, spielte in der zweiten Liga, der Thai League 2. Wo er vorher gespielt hat, ist unbekannt. Am Ende der Saison 2021/22 musste er mit der Navy als Tabellenletzter in die dritte Liga absteigen. Nach dem Abstieg verließ er den Verein und schloss sich im Sommer 2022 dem Drittligisten Kanjanapat FC an. Mit dem Verein aus Hua Hin spielt er in der Western Region der Liga.